# Traktat o handlu bronią
Traktat o handlu bronią (ang. Arms Trade Treaty) wielostronna umowa międzynarodowa wprowadzająca regulacje dotyczące międzynarodowego handlu bronią konwencjonalną. Traktat był przedmiotem negocjacji podczas światowej konferencji pod auspicjami Organizacji Narodów Zjednoczonych, która odbyła się w dniach 2 – 27 lipca 2012 roku w Nowym Jorku. Jako że nie zdołano uzgodnić ostatecznego tekstu, nowe spotkanie na konferencji zaplanowano na 18 – 28 marca 2013 roku. 2 kwietnia 2013 roku Zgromadzenie Ogólne ONZ przyjęło traktat. Wejście w życie nastąpiło 24 grudnia 2014 roku. Podpisało go 130 państw, z których ratyfikowało 98, poza tym przystąpiło 7, zatem stron jest 105. Depozytariuszem jest Sekretarz Generalny ONZ (art. 27). Językami autentycznymi są arabski, chiński, angielski, francuski, rosyjski i hiszpański (art. 28).

## Geneza
Początkowo projekt Traktatu został wysunięty w 2003 r. przez grupę laureatów Pokojowej Nagrody Nobla, wśród nich Amnesty International i Oscara Ariasa. Organizacja Narodów Zjednoczonych po raz pierwszy odniosła się do pomysłu w grudniu 2006 roku, kiedy to Zgromadzenie Ogólne ONZ przyjęło rezolucję 61/89 “Ku traktatowi o handlu bronią: ustanowienie wspólnych międzynarodowych standardów przywozu, wywozu i transferu broni konwencjonalnej”.

## Ewolucja
Rezolucja 61/89 zobowiązywała Sekretarza Generalnego ONZ do zbadania i przedstawienia na 62. Sesji Zgromadzenia Ogólnego raportu dotyczącego stanowisk Państw Członkowskich na temat wykonalności, zakresu i rodzaju stosowanych kryteriów w odniesieniu do projektu całościowego, wiążącego instrumentu prawa międzynarodowego, którego zadaniem byłoby ustanowienie wspólnych międzynarodowych standardów importu, eksportu i transferu broni konwencjonalnej. 94 Państwa Członkowskie przedstawiły swoje stanowiska, które znalazły się w raporcie z 2007 roku A/62/278 (wersje w językach oficjalnych ONZ).

### Poparcie ze strony Państw Członkowskich ONZ
153 Państwa Członkowskie głosowały za przyjęciem Rezolucji 61/89. W imieniu państw-autorów projektu (Argentyny, Australii, Kostaryki, Finlandii, Japonii, Kenii i Wielkiej Brytanii) szkic Rezolucji przedstawił ambasador Wielkiej Brytanii John Duncan na posiedzeniu Pierwszego Komitetu 18 października 2006. Unia Europejska wyraziła swoje poparcie zarówno dla Rezolucji, jak i dla dalej idącego projektu całościowego i globalnego Traktatu o Handlu Bronią.
24 Państwa Członkowskie wstrzymały się od głosu: Bahrajn, Białoruś, Chiny, Egipt, Indie, Iran, Irak, Izrael, Kuwejt, Laos, Libia, Wyspy Marshalla, Nepal, Oman, Pakistan, Katar, Rosja, Arabia Saudyjska, Sudan, Syria, Zjednoczone Emiraty Arabskie, Wenezuela, Jemen i Zimbabwe. Stany Zjednoczone głosowały przeciwko przyjęciu Rezolucji.

### Grupa Ekspertów Rządowych
W myśl Rezolucji 61/89, Sekretarzowi Generalnemu powierzono także zadanie ustanowienia, na zasadach sprawiedliwej reprezentacji geograficznej, grupy ekspertów rządowych, która miałaby na celu zbadanie możliwości powstania i ewentualnego zakresu prawnie wiążącego dokumentu międzynarodowego regulującego handel bronią i przedstawienie raportu Zgromadzeniu Ogólnemu. 28 września 2007 r. Sekretarz Generalny powołał Grupę Ekspertów Rządowych złożoną z przedstawicieli 28 państw: Algierii, Argentyny, Australii, Brazylii, Chin, Kolumbii, Kostaryki, Kuby, Egiptu, Finlandii, Francji, Niemiec, Indii, Indonezji, Włoch, Japonii, Kenii, Meksyku, Nigerii, Pakistanu, Rumunii, Rosji, RPA, Hiszpanii, Szwajcarii, Ukrainy, Wielkiej Brytanii i Stanów Zjednoczonych. GER przedstawiła w 2008 roku swój raport.

### Komitet Przygotowawczy
W końcu 2009 Zgromadzenie Ogólne podjęło w Rezolucji 64/68 decyzję o zwołaniu Konferencji Traktatu o Handlu Bronią w 2012 roku w celu opracowania wiążącego międzynarodowego instrumentu prawnego dotyczącego standardów handlu i transferu broni konwencjonalnej. Zgromadzenie Ogólne zdecydowało o przekształceniu dotychczasowej Grupy Roboczej w Komitet Przygotowawczy Konferencji. Pierwsze spotkanie Komitetu miało miejsce w lipcu 2010 r., kolejne w lutym-marcu 2011 r., lipcu 2011 r. i lutym 2012 r.

### Pozycja Stanów Zjednoczonych
W październiku 2009 roku administracja prezydenta Obamy poinformowała o zmianie pozycji negocjacyjnej Stanów Zjednoczonych. W swoim oświadczeniu Sekretarz Stanu Hillary Clinton zapowiedziała odejście od dotychczasowego stanowiska administracji prezydenta George’a Busha, która była przeciwna międzynarodowym regulacjom na polu handlu bronią na korzyść rozwiązań krajowych. Zmiana pozycji USA, największego światowego eksportera broni, pozwoliła na rozpoczęcie formalnych negocjacji na forum ONZ w celu uzgodnienia wstępnej wersji Traktatu. Ze względu na czołową rolę USA w światowym handlu bronią konwencjonalną, brak amerykańskiego poparcia dla Traktatu znacznie ograniczyłby jego efektywność. Faktyczne wejście w życie takiej umowy międzynarodowej wymagać jednak będzie ratyfikacji przez większość 2/3 w Senacie amerykańskim, jak również poparcia ze strony prezydenta. Na przeszkodzie temu może stanąć aktywne lobby grup propagujących prawo do posiadania broni palnej, takich jak Narodowe Stowarzyszenie Strzeleckie Ameryki, dla których Traktat stanowiłby pogwałcenie drugiej poprawki do konstytucji USA, dającej obywatelom amerykańskim prawo do posiadania i noszenia broni palnej. Według zwolenników Traktatu o Handlu Bronią umowa ta nie miałaby wpływu na wewnętrzne prawo amerykańskie, odnosząc się wyłącznie do regulacji handlu międzynarodowego; suwerenne prawo państw do regulacji wewnętrznego obrotu bronią zapisane zostało expressis verbis w rezolucji Zgromadzenia Ogólnego.
Projekt traktatu pozostaje wysoce kontrowersyjny wśród amerykańskich elit politycznych i dziś znacząca większość Senatorów opowiada się przeciwko takiej konwencji międzynarodowej, która poruszałaby zagadnienia związane z posiadaniem i noszeniem broni palnej przez ludność cywilną.

## Rekomendacje
W proces przygotowawczy Traktatu o Handlu Bronią zaangażowane są, obok państw, także międzynarodowe organizacje pozarządowe i organizacje zajmujące się ochroną praw człowieka, wśród nich Amnesty International, Oxfam i International Action Network on Small Arms – IANSA, od 2003 roku wspólnie prowadzące międzynarodową kampanię Broń Kontrolowana. Ich działalność doprowadziła do opracowania serii zaleceń i wskazówek negocjacyjnych, mających zapewnić całościowe podejście do problemu międzynarodowego transferu broni i efektywność tworzonego Traktatu.
Skuteczny Traktat o Handlu Bronią:
Musi odnosić się do kwestii praw człowieka, a zatem wprowadzać zakaz transferu broni wówczas, gdy istnieje znaczące ryzyko, że:
- broń zostanie użyta do popełnienia poważnych przestępstw przeciwko międzynarodowym zasadom prawa humanitarnego lub praw człowieka, w tym także do ludobójstwa i innych zbrodni przeciwko ludzkości;
- broń zostanie wykorzystana do aktów terroryzmu, przemocy na tle seksualnym, brutalnych przestępstw lub wsparcia przestępczości zorganizowanej;
- transfer stanowić będzie pogwałcenie zasad Karty Narodów Zjednoczonych lub sankcji gospodarczych ONZ (embargo);
- broń dostanie się w ręce osób trzecich, niebędących stronami umowy handlowej;
- transfer broni będzie miał negatywny wpływ na bezpieczeństwo regionu lub w poważny sposób osłabi wysiłki na rzecz rozwoju społeczno-gospodarczego i redukcji ubóstwa w regionie.

Musi być całościowy i eliminować potencjalne luki w przepisach; stąd musi regulować:
- transfer wszystkich rodzajów i komponentów broni konwencjonalnej—w tym broni palnej bojowej, policyjnej i sportowej, a także akcesoriów i amunicji, części i komponentów, ekspertyzy technicznej i sprzętu do produkcji;
- każdy rodzaj transferu—w tym import, eksport, reeksport, tymczasowy transfer i przeładunek, zarówno transfery państwowe jak prywatne, jak również transfery technologii, pożyczki, darowizny i pomoc rozwojową;
- wszystkie transakcje—w tym te przeprowadzone przez dealerów i brokerów, a także transakcje dotyczące wsparcia technicznego, wyszkolenia, transportu, przechowywania, finansów i ochrony.

Musi być wykonalny, musi zatem:
- zawierać wytyczne dla pełnej i skutecznej implementacji postanowień Traktatu;
- zapewniać transparentność, m.in. poprzez doroczne raporty państw-stron z transferów broni oraz skuteczny system autoryzacji i licencjonowania;
- posiadać skuteczny mechanizm kontroli przestrzegania postanowień Traktatu;
- zapewniać skuteczny mechanizm pociągnięcia do odpowiedzialności wobec łamania postanowień Traktatu, w tym procedury rozwiązywania sporów i stosowania sankcji;
- zawierać całościowe ramy dla międzynarodowej współpracy i wsparcia.

Traktat powinien ponadto zawierać odniesienia do społecznej odpowiedzialności za los ofiar przemocy z użyciem broni palnej, a także mechanizmy przewidywania i przeciwdziałania przyszłym nadużyciom na polu handlu bronią.